# Playoffs NBA 2015
Los Playoffs de la NBA de 2015 es el ciclo de cierre o las eliminatorias al torneo de la temporada 2014-2015 de la NBA. Los Playoffs comenzaron el sábado 18 de abril de 2015, con las finales a partir del jueves 4 de junio de 2015. Concluyeron con los Golden State Warriors derrotando 4 partidos a 2 a los Cleveland Cavaliers en las Finales de la NBA.
Por primera vez desde la temporada 2005-06, todos los equipos de una división particular clasificaron para los playoffs (en este caso, todos los equipos de la División Suroeste).
Los San Antonio Spurs hicieron su décima octava aparición consecutiva en los playoffs, mientras que los Atlanta Hawks (con su octava aparición consecutiva) y los Golden State Warriors (con su tercera aparición consecutiva), entraron a los playoffs como las primeras posiciones de sus respectivas conferencias.

## Formato
El formato de estos playoffs es el mismo utilizado en los pasados playoffs.
Los 30 equipos en el torneo norteamericano se distribuyen dividiéndose en 2 conferencias de 15 equipos cada una. Cada Conferencia está constituida por 3 Divisiones diferentes y, en cada una de ellas, están incluidos 5 equipos. La Conferencia Oeste incluye la División Pacífico, División Noroeste y la División Suroeste; la Conferencia Este está compuesta por la División Atlántico, División Central y División Sureste.
Una vez terminada la temporada regular, la clasificación para los Playoffs se produce de la siguiente manera: Clasifican los 8 mejores equipos de cada conferencia. Se ordenan en orden descendente según la cantidad de victorias, con la excepción de que un campeón de división no puede ser ubicado en un puesto inferior al 4°.
Una vez que se establecen los puestos definitivos para los Playoffs, se realizan unas eliminatorias denominadas: 1.ª ronda, Semifinales y Final de Conferencia y los equipos que ganen sus eliminatorias se van clasificando de la siguiente forma:
|  | 1.ª ronda       | 1.ª ronda |  |  | Semifinales de Conferencia | Semifinales de Conferencia |  |  | Final de Conferencia | Final de Conferencia |
|  | 2-2-1-1-1       | 2-2-1-1-1 |  |  | 2-2-1-1-1                  | 2-2-1-1-1                  |  |  | 2-2-1-1-1            | 2-2-1-1-1            |
|  |                 |           |  |  |                            |                            |  |  |                      |                      |
|  |                 |           |  |  |                            |                            |  |  |                      |                      |
|  |                 |           |  |  |                            |                            |  |  |                      |                      |
|  | 1º Clasificado  |           |  |  |                            |                            |  |  |                      |                      |
|  |                 |           |  |  |                            |                            |  |  |                      |                      |
|  | 8º Clasificado  |           |  |  |                            |                            |  |  |                      |                      |
|  |                 |           |  |  |                            |                            |  |  |                      |                      |
|  |                 |           |  |  |                            |                            |  |  |                      |                      |
|  |                 |           |  |  |                            |                            |  |  |                      |                      |
|  | 4º Clasificado  |           |  |  |                            |                            |  |  |                      |                      |
|  |                 |           |  |  |                            |                            |  |  |                      |                      |
|  | 5º Clasificado  |           |  |  |                            |                            |  |  |                      |                      |
|  |                 |           |  |  |                            |                            |  |  |                      |                      |
|  |                 |           |  |  |                            |                            |  |  |                      |                      |
|  |                 |           |  |  |                            |                            |  |  |                      |                      |
|  | 2º Clasificado  |           |  |  |                            |                            |  |  |                      |                      |
|  |                 |           |  |  |                            |                            |  |  |                      |                      |
|  | 7º Clasificado  |           |  |  |                            |                            |  |  |                      |                      |
|  |                 |           |  |  |                            |                            |  |  |                      |                      |
|  |                 |           |  |  |                            |                            |  |  |                      |                      |
|  |                 |           |  |  |                            |                            |  |  |                      |                      |
|  | 3º Clasificado  |           |  |  |                            |                            |  |  |                      |                      |
|  |                 |           |  |  |                            |                            |  |  |                      |                      |
|  | 6.º clasificado |           |  |  |                            |                            |  |  |                      |                      |
|  |                 |           |  |  |                            |                            |  |  |                      |                      |

Las eliminatorias o series se juegan en un formato al mejor de 7 partidos, en el que se tiene que ganar 4 partidos para clasificarse para la siguiente ronda. El equipo que posea la ventaja de campo en cada eliminatoria disputará los partidos 1, 2, 5 y 7 como local, mientras que el resto de partidos se jugará en el pabellón del equipo contrario (Formato: 2-2-1-1-1). Se establece como equipo con ventaja de campo al que haya tenido mejor balance en liga entre los 2 contendientes de una eliminatoria. En el momento en que un equipo gana 4 partidos, se clasifica para la siguiente ronda de eliminatoria, sin jugar obligatoriamente los 7 partidos programados.

## Clasificación
El 3 de marzo de 2015, los Atlanta Hawks se convirtieron en el primer equipo en asegurar un puesto en los playoffs. Los Golden State Warriors se convirtieron en el primer equipo de la Conferencia Oeste en asegurar un lugar en los playoffs el 16 del mes de marzo.

### Conferencia Este
| Puesto | Equipo              | Récord | Logros                      | Logros             | Logros                         | Logros                 |
| Puesto | Equipo              | Récord | Clasificación para Playoffs | Título de División | Mejor récord de la Conferencia | Mejor récord de la NBA |
| ------ | ------------------- | ------ | --------------------------- | ------------------ | ------------------------------ | ---------------------- |
| 1      | Atlanta Hawks       | 60-22  | 3 de marzo                  | 20 de marzo        | 27 de marzo                    | —                      |
| 2      | Cleveland Cavaliers | 53-29  | 20 de marzo                 | 8 de abril         | —                              | —                      |
| 3      | Chicago Bulls       | 50-32  | 23 de marzo                 | —                  | —                              | —                      |
| 4      | Toronto Raptors     | 49-33  | 25 de marzo                 | 27 de marzo        | —                              | —                      |
| 5      | Washington Wizards  | 46-36  | 30 de marzo                 | —                  | —                              | —                      |
| 6      | Milwaukee Bucks     | 41-41  | 12 de abril                 | —                  | —                              | —                      |
| 7      | Boston Celtics      | 40-42  | 13 de abril                 | —                  | —                              | —                      |
| 8      | Brooklyn Nets       | 38-44  | 15 de abril                 | —                  | —                              | —                      |

### Conferencia Oeste
| Puesto | Equipo                 | Récord | Logros                      | Logros             | Logros                         | Logros                 |
| Puesto | Equipo                 | Récord | Clasificación para Playoffs | Título de División | Mejor récord de la Conferencia | Mejor récord de la NBA |
| ------ | ---------------------- | ------ | --------------------------- | ------------------ | ------------------------------ | ---------------------- |
| 1      | Golden State Warriors  | 67-15  | 16 de marzo                 | 24 de marzo        | 28 de marzo                    | 9 de abril             |
| 2      | Houston Rockets        | 56-26  | 27 de marzo                 | 15 de abril        | —                              | —                      |
| 3      | Los Angeles Clippers   | 56-26  | 27 de marzo                 | —                  | —                              | —                      |
| 4      | Portland Trail Blazers | 51-31  | 30 de marzo                 | 3 de abril         | —                              | —                      |
| 5      | Memphis Grizzlies      | 55-27  | 23 de marzo                 | —                  | —                              | —                      |
| 6      | San Antonio Spurs      | 55-27  | 1 de abril                  | —                  | —                              | —                      |
| 7      | Dallas Mavericks       | 50-32  | 7 de abril                  | —                  | —                              | —                      |
| 8      | New Orleans Pelicans   | 45-37  | 15 de abril                 | —                  | —                              | —                      |

Notas
1. ↑  Brooklyn Nets logró la octava posición sobre los Indiana Pacers basándose en el récord 2-1 entre estos equipos en la temporada regular.
2. 1 2  Houston Rockets logró el segundo puesto sobre Los Ángeles Clippers basándose en las victorias en la División Suroeste.
3. 1 2  Memphis Grizzlies aseguró la quinta posición sobre San Antonio Spurs basándose en el porcentaje de victorias en la División Suroeste. (.563 contra .500, respectivamente)
4. ↑  New Orleans Pelicans aseguró el octavo puesto sobre los Oklahoma City Thunder basándose en el récord 3-1 entre estos equipos en la temporada regular.

## Cuadro de enfrentamientos
|  | Primera ronda     | Primera ronda | Primera ronda |   |               | Semifinales de Conferencia | Semifinales de Conferencia | Semifinales de Conferencia |  |    | Finales de Conferencia | Finales de Conferencia | Finales de Conferencia |  |    | Finales de la NBA | Finales de la NBA | Finales de la NBA |
|  |                   |               |               |   |               |                            |                            |                            |  |    |                        |                        |                        |  |    |                   |                   |                   |
|  | E1                | Atlanta*      | 4             |   |               |                            |                            |                            |  |    |                        |                        |                        |  |    |                   |                   |                   |
|  | E8                | Brooklyn      | 2             |   |               |                            |                            |                            |  |    |                        |                        |                        |  |    |                   |                   |                   |
|  | E8                | Brooklyn      | 2             |   | E1            | Atlanta*                   | 4                          |                            |  |    |                        |                        |                        |  |    |                   |                   |                   |
|  |                   |               |               |   | E1            | Atlanta*                   | 4                          |                            |  |    |                        |                        |                        |  |    |                   |                   |                   |
|  |                   | E5            | Washington    | 2 |               |                            |                            |                            |  |    |                        |                        |                        |  |    |                   |                   |                   |
|  | E4                | E5            | Washington    | 2 | Toronto*      | 0                          |                            |                            |  |    |                        |                        |                        |  |    |                   |                   |                   |
|  | E4                |               |               |   | Toronto*      | 0                          |                            |                            |  |    |                        |                        |                        |  |    |                   |                   |                   |
|  | E5                | Washington    | 4             |   |               |                            |                            |                            |  |    |                        |                        |                        |  |    |                   |                   |                   |
|  | E5                | Washington    | 4             |   |               |                            |                            |                            |  | E1 | Atlanta*               | 0                      |                        |  |    |                   |                   |                   |
|  | Conferencia Este  |               |               |   |               |                            |                            |                            |  | E1 | Atlanta*               | 0                      |                        |  |    |                   |                   |                   |
|  |                   | E2            | Cleveland*    | 4 |               |                            |                            |                            |  |    |                        |                        |                        |  |    |                   |                   |                   |
|  | E2                | E2            | Cleveland*    | 4 | Cleveland*    | 4                          |                            |                            |  |    |                        |                        |                        |  |    |                   |                   |                   |
|  | E2                |               |               |   | Cleveland*    | 4                          |                            |                            |  |    |                        |                        |                        |  |    |                   |                   |                   |
|  | E7                | Boston        | 0             |   |               |                            |                            |                            |  |    |                        |                        |                        |  |    |                   |                   |                   |
|  | E7                | Boston        | 0             |   | E2            | Cleveland*                 | 4                          |                            |  |    |                        |                        |                        |  |    |                   |                   |                   |
|  |                   |               |               |   | E2            | Cleveland*                 | 4                          |                            |  |    |                        |                        |                        |  |    |                   |                   |                   |
|  |                   | E3            | Chicago       | 2 |               |                            |                            |                            |  |    |                        |                        |                        |  |    |                   |                   |                   |
|  | E3                | E3            | Chicago       | 2 | Chicago       | 4                          |                            |                            |  |    |                        |                        |                        |  |    |                   |                   |                   |
|  | E3                |               |               |   | Chicago       | 4                          |                            |                            |  |    |                        |                        |                        |  |    |                   |                   |                   |
|  | E6                | Milwaukee     | 2             |   |               |                            |                            |                            |  |    |                        |                        |                        |  |    |                   |                   |                   |
|  | E6                | Milwaukee     | 2             |   |               |                            |                            |                            |  |    |                        |                        |                        |  | E2 | Cleveland*        | 2                 |                   |
|  |                   |               |               |   |               |                            |                            |                            |  |    |                        |                        |                        |  | E2 | Cleveland*        | 2                 |                   |
|  |                   | O1            | Golden State* | 4 |               |                            |                            |                            |  |    |                        |                        |                        |  |    |                   |                   |                   |
|  | O1                | O1            | Golden State* | 4 | Golden State* | 4                          |                            |                            |  |    |                        |                        |                        |  |    |                   |                   |                   |
|  | O1                |               |               |   | Golden State* | 4                          |                            |                            |  |    |                        |                        |                        |  |    |                   |                   |                   |
|  | O8                | New Orleans   | 0             |   |               |                            |                            |                            |  |    |                        |                        |                        |  |    |                   |                   |                   |
|  | O8                | New Orleans   | 0             |   | O1            | Golden State*              | 4                          |                            |  |    |                        |                        |                        |  |    |                   |                   |                   |
|  |                   |               |               |   | O1            | Golden State*              | 4                          |                            |  |    |                        |                        |                        |  |    |                   |                   |                   |
|  |                   | O5            | Memphis       | 2 |               |                            |                            |                            |  |    |                        |                        |                        |  |    |                   |                   |                   |
|  | O4                | O5            | Memphis       | 2 | Portland*     | 1                          |                            |                            |  |    |                        |                        |                        |  |    |                   |                   |                   |
|  | O4                |               |               |   | Portland*     | 1                          |                            |                            |  |    |                        |                        |                        |  |    |                   |                   |                   |
|  | O5                | Memphis       | 4             |   |               |                            |                            |                            |  |    |                        |                        |                        |  |    |                   |                   |                   |
|  | O5                | Memphis       | 4             |   |               |                            |                            |                            |  | O1 | Golden State*          | 4                      |                        |  |    |                   |                   |                   |
|  | Conferencia Oeste |               |               |   |               |                            |                            |                            |  | O1 | Golden State*          | 4                      |                        |  |    |                   |                   |                   |
|  |                   | O2            | Houston*      | 1 |               |                            |                            |                            |  |    |                        |                        |                        |  |    |                   |                   |                   |
|  | O2                | O2            | Houston*      | 1 | Houston*      | 4                          |                            |                            |  |    |                        |                        |                        |  |    |                   |                   |                   |
|  | O2                |               |               |   | Houston*      | 4                          |                            |                            |  |    |                        |                        |                        |  |    |                   |                   |                   |
|  | O7                | Dallas        | 1             |   |               |                            |                            |                            |  |    |                        |                        |                        |  |    |                   |                   |                   |
|  | O7                | Dallas        | 1             |   | O2            | Houston*                   | 4                          |                            |  |    |                        |                        |                        |  |    |                   |                   |                   |
|  |                   |               |               |   | O2            | Houston*                   | 4                          |                            |  |    |                        |                        |                        |  |    |                   |                   |                   |
|  |                   | O3            | L.A. Clippers | 3 |               |                            |                            |                            |  |    |                        |                        |                        |  |    |                   |                   |                   |
|  | O3                | O3            | L.A. Clippers | 3 | L.A. Clippers | 4                          |                            |                            |  |    |                        |                        |                        |  |    |                   |                   |                   |
|  | O3                |               |               |   | L.A. Clippers | 4                          |                            |                            |  |    |                        |                        |                        |  |    |                   |                   |                   |
|  | O6                | San Antonio   | 3             |   |               |                            |                            |                            |  |    |                        |                        |                        |  |    |                   |                   |                   |

* - Campeón de División

Negrita - Ganador de las series

cursiva - Equipo con ventaja de campo

## Conferencia Este

### Primera ronda

#### (1) Atlanta Hawks contra (8) Brooklyn Nets
| 19 de abril        | Brooklyn Nets                                                | 92–99                | Atlanta Hawks                                                        | |  |  |
|                    | Parciales: 20–32, 25–23, 17–19, 30–25                        |                      |                                                                      | |  |  |
|                    | Estadísticas Johnson y Lopez 17 Brook Lopez 14 Joe Johnson 6 | Reporte Pts Reb Asts | Estadísticas 21 Kyle Korver 10 Al Horford 3 Carroll, Korver y Teague | Pabellón: Philips Arena, Atlanta, Georgia Asistencia: 18,440 espectadores Árbitros: Dan Crawford, Marc Davis y Bennett Salvatore Televisión: TNT |  |  |
| Atlanta lidera 1-0 |                                                              |                      |                                                                      | |  |  |
|                    |                                                              |                      |                                                                      | |  |  |

| 22 de abril        | Brooklyn Nets                                                   | 91–96                | Atlanta Hawks                                           | |  |  |
|                    | Parciales: 24–29, 23–21, 20–25, 24–21                           |                      |                                                         | |  |  |
|                    | Estadísticas Jarrett Jack 23 Deron Williams 10 Deron Williams 8 | Reporte Pts Reb Asts | Estadísticas 19 Paul Millsap 13 Al Horford 7 Al Horford | Pabellón: Philips Arena, Atlanta, Georgia Asistencia: 18,207 espectadores Árbitros: Mike Callahan, Michael Smith y Zach Zarba Televisión: NBA TV |  |  |
| Atlanta lidera 2-0 |                                                                 |                      |                                                         | |  |  |
|                    |                                                                 |                      |                                                         | |  |  |

| 25 de abril        | Atlanta Hawks                                                 | 83–91                | Brooklyn Nets                                             | |  |  |
|                    | Parciales: 16–31, 24–16, 22–20, 21–24                         |                      |                                                           | |  |  |
|                    | Estadísticas DeMarre Carroll 22 Paul Millsap 17 Jeff Teague 6 | Reporte Pts Reb Asts | Estadísticas 22 Brook Lopez 13 Brook Lopez 8 Jarrett Jack | Pabellón: Barclays Center, Brooklyn, Nueva York, Nueva York Asistencia: 17,732 espectadores Árbitros: Joe Crawford, Tony Brown y Ron Garretson Televisión: TNT |  |  |
| Atlanta lidera 2-1 |                                                               |                      |                                                           | |  |  |
|                    |                                                               |                      |                                                           | |  |  |

| 27 de abril        | Atlanta Hawks                                                        | 115–120              | Brooklyn Nets                                                  | |  |  |
|                    | Parciales: 24–25, 27–20, 31–29, 22–30 (T.E.: 11–16)                  |                      |                                                                | |  |  |
|                    | Estadísticas Carroll y Jeff Teague 20 Paul Millsap 12 Jeff Teague 11 | Reporte Pts Reb Asts | Estadísticas 35 Deron Williams 10 Brook Lopez 7 Deron Williams | Pabellón: Barclays Center, Brooklyn, Nueva York, Nueva York Asistencia: 17,732 espectadores Árbitros: James Capers, Eric Lewis y Jason Phillips Televisión: NBA TV |  |  |
| Serie empatada 2-2 |                                                                      |                      |                                                                | |  |  |
|                    |                                                                      |                      |                                                                | |  |  |

| 29 de abril        | Brooklyn Nets                                                       | 97–107               | Atlanta Hawks                                               | |  |  |
|                    | Parciales: 16–33, 28–20, 26–29, 27–25                               |                      |                                                             | |  |  |
|                    | Estadísticas Alan Anderson 23 Joe Johnson 9 Jack y Deron Williams 6 | Reporte Pts Reb Asts | Estadísticas 24 DeMarre Carroll 15 Al Horford 8 Jeff Teague | Pabellón: Philips Arena, Atlanta, Georgia Asistencia: 18,105 espectadores Árbitros: Monty McCutchen, David Jones y James Williams Televisión: TNT |  |  |
| Atlanta lidera 3-2 |                                                                     |                      |                                                             | |  |  |
|                    |                                                                     |                      |                                                             | |  |  |

| 1 de mayo                 | Atlanta Hawks                                              | 111–87               | Brooklyn Nets                                            | |  |  |
|                           | Parciales: 36–23, 15–22, 41–21, 19–21                      |                      |                                                          | |  |  |
|                           | Estadísticas Paul Millsap 25 Paul Millsap 9 Jeff Teague 13 | Reporte Pts Reb Asts | Estadísticas 19 Brook Lopez 7 Jack y Lopez 6 Joe Johnson | Pabellón: Barclays Center, Brooklyn, Nueva York, Nueva York Asistencia: 17,732 espectadores Árbitros: Ken Mauer, John Goble, Ed Malloy Televisión: ESPN |  |  |
| Atlanta gana la serie 4-2 |                                                            |                      |                                                          | |  |  |
|                           |                                                            |                      |                                                          | |  |  |

Enfrentamientos en temporada regular
Atlanta ganó 4-0 en los enfrentamientos en temporada regular:
| 5 de diciembre de 2014 | Atlanta Hawks | 98–75   | Brooklyn Nets |                                                             |  |
|                        |               |         |               |                                                             |  |
|                        |               | Reporte |               | Pabellón: Barclays Center, Brooklyn, Nueva York, Nueva York |  |

| 28 de enero de 2015 | Brooklyn Nets | 102–113 | Atlanta Hawks |                                           |  |
|                     |               |         |               |                                           |  |
|                     |               | Reporte |               | Pabellón: Philips Arena, Atlanta, Georgia |  |

| 4 de abril de 2015 | Brooklyn Nets | 99–131  | Atlanta Hawks |                                           |  |
|                    |               |         |               |                                           |  |
|                    |               | Reporte |               | Pabellón: Philips Arena, Atlanta, Georgia |  |

| 8 de abril de 2015 | Atlanta Hawks | 114–111 | Brooklyn Nets |                                                             |  |
|                    |               |         |               |                                                             |  |
|                    |               | Reporte |               | Pabellón: Barclays Center, Brooklyn, Nueva York, Nueva York |  |

Este es la primera vez que se enfrentan ambos equipos en playoffs.

#### (2) Cleveland Cavaliers contra (7) Boston Celtics
| 19 de abril          | Boston Celtics                                               | 100–113              | Cleveland Cavaliers                                       | |  |  |
|                      | Parciales: 31–27, 23–35, 22–29, 24–22                        |                      |                                                           | |  |  |
|                      | Estadísticas Isaiah Thomas 22 Evan Turner 7 Isaiah Thomas 10 | Reporte Pts Reb Asts | Estadísticas 30 Kyrie Irving 12 Kevin Love 7 LeBron James | Pabellón: Quicken Loans Arena, Cleveland, Ohio Asistencia: 20,562 espectadores Árbitros: Mike Callahan, Pat Fraher y Zach Zarba Televisión: ABC |  |  |
| Cleveland lidera 1-0 |                                                              |                      |                                                           | |  |  |
|                      |                                                              |                      |                                                           | |  |  |

| 21 de abril          | Boston Celtics                                               | 91–99                | Cleveland Cavaliers                                             | |  |  |
|                      | Parciales: 26–25, 24–26, 18–24, 23–24                        |                      |                                                                 | |  |  |
|                      | Estadísticas Isaiah Thomas 22 Evan Turner 12 Isaiah Thomas 7 | Reporte Pts Reb Asts | Estadísticas 30 LeBron James 11 Tristan Thompson 7 LeBron James | Pabellón: Quicken Loans Arena, Cleveland, Ohio Asistencia: 20,562 espectadores Árbitros: Dan Crawford, Marc Davis y Bennett Salvatore Televisión: TNT |  |  |
| Cleveland lidera 2-0 |                                                              |                      |                                                                 | |  |  |
|                      |                                                              |                      |                                                                 | |  |  |

| 23 de abril          | Cleveland Cavaliers                                         | 103–95               | Boston Celtics                                                 | |  |  |
|                      | Parciales: 31–25, 25–23, 28–28, 19–19                       |                      |                                                                | |  |  |
|                      | Estadísticas LeBron James 31 LeBron James 11 Kyrie Irving 6 | Reporte Pts Reb Asts | Estadísticas 19 Evan Turner 8 Sullinger y Turner 8 Evan Turner | Pabellón: TD Garden, Boston, Massachusetts Asistencia: 18,624 espectadores Árbitros: James Capers, David Guthrie y Jason Phillips Televisión: TNT |  |  |
| Cleveland lidera 3-0 |                                                             |                      |                                                                | |  |  |
|                      |                                                             |                      |                                                                | |  |  |

| 26 de abril                 | Cleveland Cavaliers                                            | 101–93               | Boston Celtics                                                        | |  |  |
|                             | Parciales: 29–19, 28–17, 13–25, 31–32                          |                      |                                                                       | |  |  |
|                             | Estadísticas LeBron James 27 Irving y Mozgov 11 LeBron James 8 | Reporte Pts Reb Asts | Estadísticas 21 Sullinger y Thomas 11 Jared Sullinger 9 Isaiah Thomas | Pabellón: TD Garden, Boston, Massachusetts Asistencia: 18,624 espectadores Árbitros: Tony Brothers, John Goble y Leroy Richardson Televisión: ABC |  |  |
| Cleveland gana la serie 4-0 |                                                                |                      |                                                                       | |  |  |
|                             |                                                                |                      |                                                                       | |  |  |

Enfrentamientos en temporada regular
Empate 2-2 en partidos de temporada regular:
| 14 de noviembre de 2014 | Cleveland Cavaliers | 122–121 | Boston Celtics |                                            |  |
|                         |                     |         |                |                                            |  |
|                         |                     | Reporte |                | Pabellón: TD Garden, Boston, Massachusetts |  |

| 3 de marzo de 2015 | Boston Celtics | 79–110  | Cleveland Cavaliers |                                                |  |
|                    |                |         |                     |                                                |  |
|                    |                | Reporte |                     | Pabellón: Quicken Loans Arena, Cleveland, Ohio |  |

| 10 de abril de 2015 | Boston Celtics | 99–90   | Cleveland Cavaliers |                                                |  |
|                     |                |         |                     |                                                |  |
|                     |                | Reporte |                     | Pabellón: Quicken Loans Arena, Cleveland, Ohio |  |

| 12 de abril de 2015 | Cleveland Cavaliers | 78–117  | Boston Celtics |                                            |  |
|                     |                     |         |                |                                            |  |
|                     |                     | Reporte |                | Pabellón: TD Garden, Boston, Massachusetts |  |

Este es el sexto enfrentamiento en playoffs entre estos equipos, con Boston ganando cuatro de las cinco primeras series.
Último enfrentamiento en playoffs: Semifinales de la Conferencia Este de 2010 (Boston ganó 4-2).

#### (3) Chicago Bulls contra (6) Milwaukee Bucks
| 18 de abril        | Milwaukee Bucks                                                   | 91–103               | Chicago Bulls                                            | |  |  |
|                    | Parciales: 29–30, 22–30, 24–26, 16–17                             |                      |                                                          | |  |  |
|                    | Estadísticas Khris Middleton 18 Zaza Pachulia 10 Jerryd Bayless 5 | Reporte Pts Reb Asts | Estadísticas 25 Jimmy Butler 13 Pau Gasol 7 Derrick Rose | Pabellón: United Center, Chicago, Illinois Asistencia: 21,812 espectadores Árbitros: Scott Foster, Kane Fitzgerald y Bill Kennedy Televisión: ESPN |  |  |
| Chicago lidera 1-0 |                                                                   |                      |                                                          | |  |  |
|                    |                                                                   |                      |                                                          | |  |  |

| 20 de abril        | Milwaukee Bucks                                                                  | 82–91                | Chicago Bulls                                              | |  |  |
|                    | Parciales: 16–11, 22–28, 30–32, 14–20                                            |                      |                                                            | |  |  |
|                    | Estadísticas Khris Middleton 22 Giannis Antetokounmpo 11 Giannis Antetokounmpo 4 | Reporte Pts Reb Asts | Estadísticas 31 Jimmy Butler 19 Joakim Noah 9 Derrick Rose | Pabellón: United Center, Chicago, Illinois Asistencia: 21,661 espectadores Árbitros: James Williams, Bill Spooner y Monty McCutchen Televisión: TNT |  |  |
| Chicago lidera 2-0 |                                                                                  |                      |                                                            | |  |  |
|                    |                                                                                  |                      |                                                            | |  |  |

| 23 de abril        | Chicago Bulls                                            | 113–106              | Milwaukee Bucks                                                                | |  |  |
|                    | Parciales: 27–27, 22–26, 25–18, 21–24 (T.E.: 6–6, 12–5)  |                      |                                                                                | |  |  |
|                    | Estadísticas Derrick Rose 34 Pau Gasol 14 Derrick Rose 8 | Reporte Pts Reb Asts | Estadísticas 25 Giannis Antetokounmpo 14 John Henson 9 Michael Carter-Williams | Pabellón: BMO Harris Bradley Center, Milwaukee, Wisconsin Asistencia: 18,717 espectadores Árbitros: Ken Mauer, Brian Forte y Ed Malloy Televisión: NBA TV |  |  |
| Chicago lidera 3-0 |                                                          |                      |                                                                                | |  |  |
|                    |                                                          |                      |                                                                                | |  |  |

| 25 de abril        | Chicago Bulls                                            | 90–92                | Milwaukee Bucks                                                    | |  |  |
|                    | Parciales: 23–19, 27–31, 21–23, 19–19                    |                      |                                                                    | |  |  |
|                    | Estadísticas Jimmy Butler 33 Pau Gasol 10 Derrick Rose 6 | Reporte Pts Reb Asts | Estadísticas 18 O.J. Mayo 8 Giannis Antetokounmpo 5 tres jugadores | Pabellón: BMO Harris Bradley Center, Milwaukee, Wisconsin Asistencia: 18,717 espectadores Árbitros: Zach Zarba, David Guthrie y Jason Phillips Televisión: TNT |  |  |
| Chicago lidera 3-1 |                                                          |                      |                                                                    | |  |  |
|                    |                                                          |                      |                                                                    | |  |  |

| 27 de abril        | Milwaukee Bucks                                                                  | 94–88                | Chicago Bulls                                            | |  |  |
|                    | Parciales: 23–22, 29–27, 24–21, 18–18                                            |                      |                                                          | |  |  |
|                    | Estadísticas Michael Carter-Williams 22 John Henson 14 Michael Carter-Williams 9 | Reporte Pts Reb Asts | Estadísticas 25 Pau Gasol 13 Joakim Noah 6 Butler y Noah | Pabellón: United Center, Chicago, Illinois Asistencia: 21,814 espectadores Árbitros: Joe Crawford, Sean Corbin, Sean Wright Televisión: TNT |  |  |
| Chicago lidera 3-2 |                                                                                  |                      |                                                          | |  |  |
|                    |                                                                                  |                      |                                                          | |  |  |

| 30 de abril               | Chicago Bulls                                               | 120–66               | Milwaukee Bucks                                               | |  |  |
|                           | Parciales: 34–16, 31–17, 26–19, 29–14                       |                      |                                                               | |  |  |
|                           | Estadísticas Mike Dunleavy 20 Joakim Noah 10 Derrick Rose 7 | Reporte Pts Reb Asts | Estadísticas 8 Zaza Pachulia 6 Miles Plumlee 5 Jerryd Bayless | Pabellón: BMO Harris Bradley Center, Milwaukee, Wisconsin Asistencia: 18,717 espectadores Árbitros: Mike Callahan, Derrick Stafford y Tom Washington Televisión: TNT |  |  |
| Chicago gana la serie 4-2 |                                                             |                      |                                                               | |  |  |
|                           |                                                             |                      |                                                               | |  |  |

Enfrentamientos en temporada regular
Chicago ganó 3-1 en los enfrentamientos de la temporada regular:
| 5 de noviembre de 2014 | Chicago Bulls | 95–86   | Milwaukee Bucks |                                                           |  |
|                        |               |         |                 |                                                           |  |
|                        |               | Reporte |                 | Pabellón: BMO Harris Bradley Center, Milwaukee, Wisconsin |  |

| 10 de enero de 2015 | Milwaukee Bucks | 87–95   | Chicago Bulls |                                            |  |
|                     |                 |         |               |                                            |  |
|                     |                 | Reporte |               | Pabellón: United Center, Chicago, Illinois |  |

| 23 de febrero de 2015 | Milwaukee Bucks | 71–87   | Chicago Bulls |                                            |  |
|                       |                 |         |               |                                            |  |
|                       |                 | Reporte |               | Pabellón: United Center, Chicago, Illinois |  |

| 1 de abril de 2015 | Chicago Bulls | 91–95   | Milwaukee Bucks |                                                           |  |
|                    |               |         |                 |                                                           |  |
|                    |               | Reporte |                 | Pabellón: BMO Harris Bradley Center, Milwaukee, Wisconsin |  |

Este es el cuarto enfrentamiento en playoffs entre estos equipos, con Milwaukee ganando dos de las tres primeras series.
Último enfrentamiento en playoffs: Primera ronda de la Conferencia Este de 1990 (Chicago ganó 3-1).

#### (4) Toronto Raptors contra (5) Washington Wizards
| 18 de abril           | Washington Wizards                                 | 93–86                | Toronto Raptors                                               | |  |  |
|                       | Parciales: 19–23, 27–19, 19–14, 17–26 (T.E.: 11–4) |                      |                                                               | |  |  |
|                       | Estadísticas Paul Pierce 20 Nenê 13 John Wall 8    | Reporte Pts Reb Asts | Estadísticas 18 Amir Johnson 11 DeMar DeRozan 6 DeMar DeRozan | Pabellón: Air Canada Centre, Toronto, Ontario, Canadá Asistencia: 19,800 espectadores Árbitros: Monty McCutchen, Derrick Stafford y Josh Tiven Televisión: ESPN |  |  |
| Washington lidera 1-0 |                                                    |                      |                                                               | |  |  |
|                       |                                                    |                      |                                                               | |  |  |

| 21 de abril           | Washington Wizards                                        | 117–106              | Toronto Raptors                                                         | |  |  |
|                       | Parciales: 26–31, 34–18, 37–26, 20–31                     |                      |                                                                         | |  |  |
|                       | Estadísticas Bradley Beal 28 Nenê y Porter 9 John Wall 17 | Reporte Pts Reb Asts | Estadísticas 20 DeRozan y Williams 10 Jonas Valančiūnas 7 DeMar DeRozan | Pabellón: Air Canada Centre, Toronto, Ontario, Canadá Asistencia: 19,800 espectadores Árbitros: Scott Foster, Bill Kennedy y Courtney Kirkland Televisión: NBA TV |  |  |
| Washington lidera 2-0 |                                                           |                      |                                                                         | |  |  |
|                       |                                                           |                      |                                                                         | |  |  |

| 24 de abril           | Toronto Raptors                                            | 99–106               | Washington Wizards                                          | |  |  |
|                       | Parciales: 35–33, 13–21, 22–18, 29–34                      |                      |                                                             | |  |  |
|                       | Estadísticas DeMar DeRozan 32 Amir Johnson 12 Kyle Lowry 7 | Reporte Pts Reb Asts | Estadísticas 24 Marcin Gortat 13 Marcin Gortat 15 John Wall | Pabellón: Air Canada Centre, Toronto, Ontario, Canadá Asistencia: 20,356 espectadores Árbitros: Tony Brothers, Sean Corbin y John Goble Televisión: NBA TV |  |  |
| Washington lidera 3-0 |                                                            |                      |                                                             | |  |  |
|                       |                                                            |                      |                                                             | |  |  |

| 26 de abril                  | Toronto Raptors                                                 | 94–125               | Washington Wizards                                         | |  |  |
|                              | Parciales: 22–36, 28–30, 20–36, 24–23                           |                      |                                                            | |  |  |
|                              | Estadísticas Kyle Lowry 21 Jonas Valančiūnas 9 tres jugadores 4 | Reporte Pts Reb Asts | Estadísticas 23 Bradley Beal 11 Marcin Gortat 10 John Wall | Pabellón: Verizon Center, Washington D. C. Asistencia: 20,356 espectadores Árbitros: Ken Mauer, Brian Forte y Ed Malloy Televisión: ESPN2 |  |  |
| Washington ganó la serie 4-0 |                                                                 |                      |                                                            | |  |  |
|                              |                                                                 |                      |                                                            | |  |  |

Enfrentamientos en temporada regular
Toronto ganó 3-0 en los enfrentamientos de la temporada regular:
| 7 de noviembre de 2014 | Washington Wizards | 84–103  | Toronto Raptors |                                                       |  |
|                        |                    |         |                 |                                                       |  |
|                        |                    | Reporte |                 | Pabellón: Air Canada Centre, Toronto, Ontario, Canadá |  |

| 31 de enero de 2015 | Toronto Raptors | 120–116 | Washington Wizards |                                            |  |
|                     |                 |         |                    |                                            |  |
|                     |                 | Reporte |                    | Pabellón: Verizon Center, Washington D. C. |  |

| 11 de febrero de 2015 | Washington Wizards | 93–95   | Toronto Raptors |                                                       |  |
|                       |                    |         |                 |                                                       |  |
|                       |                    | Reporte |                 | Pabellón: Air Canada Centre, Toronto, Ontario, Canadá |  |

Este es la primera vez que se enfrentan ambos equipos en playoffs.

### Semifinales de Conferencia

#### (1) Atlanta Hawks contra (5) Washington Wizards
| 3 de mayo             | Washington Wizards                                         | 104–98               | Atlanta Hawks                                                | |  |  |
|                       | Parciales: 26–37, 27–26, 28–20, 23–15                      |                      |                                                              | |  |  |
|                       | Estadísticas Bradley Beal 28 Marcin Gortat 12 John Wall 13 | Reporte Pts Reb Asts | Estadísticas 24 DeMarre Carroll 17 Al Horford 8 Paul Millsap | Pabellón: Philips Arena, Atlanta, Georgia Asistencia: 18,148 espectadores Árbitros: Scott Foster, Pat Fraher y Ron Garretson Televisión: ABC |  |  |
| Washington lidera 1-0 |                                                            |                      |                                                              | |  |  |
|                       |                                                            |                      |                                                              | |  |  |

| 5 de mayo          | Washington Wizards                                          | 90–106               | Atlanta Hawks                                                 | |  |  |
|                    | Parciales: 20–28, 26–25, 29–27, 15–26                       |                      |                                                               | |  |  |
|                    | Estadísticas Bradley Beal 20 Marcin Gortat 9 Bradley Beal 7 | Reporte Pts Reb Asts | Estadísticas 22 DeMarre Carroll 11 Paul Millsap 8 Jeff Teague | Pabellón: Philips Arena, Atlanta, Georgia Asistencia: 18,131 espectadores Árbitros: Dan Crawford, Marc Davis y Josh Tiven Televisión: TNT |  |  |
| Serie empatada 1-1 |                                                             |                      |                                                               | |  |  |
|                    |                                                             |                      |                                                               | |  |  |

| 9 de mayo             | Atlanta Hawks                                                 | 101–103              | Washington Wizards                                          | |  |  |
|                       | Parciales: 18–28, 25–28, 23–29, 35–18                         |                      |                                                             | |  |  |
|                       | Estadísticas Schröder y Teague 18 Al Horford 10 Jeff Teague 7 | Reporte Pts Reb Asts | Estadísticas 17 tres jugadores 9 Otto Porter 8 Bradley Beal | Pabellón: Verizon Center, Washington D. C. Asistencia: 20,356 espectadores Árbitros: Joe Crawford, Bennett Salvatore y Zach Zarba Televisión: ESPN |  |  |
| Washington lidera 2-1 |                                                               |                      |                                                             | |  |  |
|                       |                                                               |                      |                                                             | |  |  |

| 11 de mayo         | Atlanta Hawks                                                 | 106–101              | Washington Wizards                                          | |  |  |
|                    | Parciales: 29–26, 36–29, 20–20, 21–26                         |                      |                                                             | |  |  |
|                    | Estadísticas Jeff Teague 26 Al Horford 10 Schröder y Teague 8 | Reporte Pts Reb Asts | Estadísticas 34 Bradley Beal 8 Marcin Gortat 7 Bradley Beal | Pabellón: Verizon Center, Washington D. C. Asistencia: 20,356 espectadores Árbitros: Ken Mauer, John Goble y Ed Malloy Televisión: TNT |  |  |
| Serie empatada 2-2 |                                                               |                      |                                                             | |  |  |
|                    |                                                               |                      |                                                             | |  |  |

| 13 de mayo         | Washington Wizards                                      | 81–82                | Atlanta Hawks                                              | |  |  |
|                    | Parciales: 19–23, 28–18, 15–22, 19–19                   |                      |                                                            | |  |  |
|                    | Estadísticas Bradley Beal 23 Otto Porter 10 John Wall 7 | Reporte Pts Reb Asts | Estadísticas 23 Al Horford 11 Al Horford 7 Dennis Schröder | Pabellón: Philips Arena, Atlanta, Georgia Asistencia: 18,854 espectadores Árbitros: Mike Callahan, Tony Brothers y Tom Washington Televisión: TNT |  |  |
| Atlanta lidera 3-2 |                                                         |                      |                                                            | |  |  |
|                    |                                                         |                      |                                                            | |  |  |

| 15 de mayo                | Atlanta Hawks                                                 | 94–91                | Washington Wizards                                | |  |  |
|                           | Parciales: 19–20, 26–19, 27–25, 22–27                         |                      |                                                   | |  |  |
|                           | Estadísticas DeMarre Carroll 25 Paul Millsap 13 Jeff Teague 7 | Reporte Pts Reb Asts | Estadísticas 29 Bradley Beal 11 Nenê 13 John Wall | Pabellón: Verizon Center, Washington D. C. Asistencia: 20,356 espectadores Árbitros: Monty McCutchen, James Capers y Derrick Stafford Televisión: ESPN |  |  |
| Atlanta gana la serie 4-2 |                                                               |                      |                                                   | |  |  |
|                           |                                                               |                      |                                                   | |  |  |

Enfrentamientos en temporada regular
Atlanta ganó 3-1 en los enfrentamientos de la temporada regular:
| 25 de noviembre de 2014 | Atlanta Hawks | 106–102 | Washington Wizards |                                            |  |
|                         |               |         |                    |                                            |  |
|                         |               | Reporte |                    | Pabellón: Verizon Center, Washington D. C. |  |

| 11 de enero de 2015 | Washington Wizards | 89–120  | Atlanta Hawks |                                           |  |
|                     |                    |         |               |                                           |  |
|                     |                    | Reporte |               | Pabellón: Philips Arena, Atlanta, Georgia |  |

| 4 de febrero de 2015 | Washington Wizards | 96–105  | Atlanta Hawks |                                           |  |
|                      |                    |         |               |                                           |  |
|                      |                    | Reporte |               | Pabellón: Philips Arena, Atlanta, Georgia |  |

| 12 de abril de 2015 | Atlanta Hawks | 99–108  | Washington Wizards |                                            |  |
|                     |               |         |                    |                                            |  |
|                     |               | Reporte |                    | Pabellón: Verizon Center, Washington D. C. |  |

Este es el quinto enfrentamiento en playoffs entre estos equipos, con Washington ganando tres de las cuatro primeras series.
Último enfrentamiento en playoffs: Semifinales de la Conferencia Este de 1979 (Washington ganó 4-3).

#### (2) Cleveland Cavaliers contra (3) Chicago Bulls
| 4 de mayo          | Chicago Bulls                                            | 99–92                | Cleveland Cavaliers                                         | |  |  |
|                    | Parciales: 27–15, 22–29, 32–26, 18–22                    |                      |                                                             | |  |  |
|                    | Estadísticas Derrick Rose 25 Pau Gasol 10 Jimmy Butler 6 | Reporte Pts Reb Asts | Estadísticas 30 Kyrie Irving 15 LeBron James 9 LeBron James | Pabellón: Quicken Loans Arena, Cleveland, Ohio Asistencia: 20,562 espectadores Árbitros: Ken Mauer, Brian Forte y Ed Malloy Televisión: TNT |  |  |
| Chicago lidera 1-0 |                                                          |                      |                                                             | |  |  |
|                    |                                                          |                      |                                                             | |  |  |

| 6 de mayo          | Chicago Bulls                                               | 91–106               | Cleveland Cavaliers                                                    | |  |  |
|                    | Parciales: 18–38, 27–26, 26–23, 20–19                       |                      |                                                                        | |  |  |
|                    | Estadísticas Jimmy Butler 18 Derrick Rose 7 Derrick Rose 10 | Reporte Pts Reb Asts | Estadísticas 33 LeBron James 12 Tristan Thompson 9 Matthew Dellavedova | Pabellón: Quicken Loans Arena, Cleveland, Ohio Asistencia: 20,562 espectadores Árbitros: Monty McCutchen, James Capers y James Williams Televisión: TNT |  |  |
| Serie empatada 1-1 |                                                             |                      |                                                                        | |  |  |
|                    |                                                             |                      |                                                                        | |  |  |

| 8 de mayo          | Cleveland Cavaliers                                              | 96–99                | Chicago Bulls                                              | |  |  |
|                    | Parciales: 24–18, 25–29, 24–27, 23–25                            |                      |                                                            | |  |  |
|                    | Estadísticas LeBron James 27 Tristan Thompson 13 LeBron James 14 | Reporte Pts Reb Asts | Estadísticas 30 Derrick Rose 11 Joakim Noah 7 Derrick Rose | Pabellón: United Center, Chicago, Illinois Asistencia: 22,246 espectadores Árbitros: Mike Callahan, Tony Brothers y Eric Lewis Televisión: ESPN |  |  |
| Chicago lidera 2-1 |                                                                  |                      |                                                            | |  |  |
|                    |                                                                  |                      |                                                            | |  |  |

| 10 de mayo         | Cleveland Cavaliers                                         | 86–84                | Chicago Bulls                                              | |  |  |
|                    | Parciales: 26–28, 23–17, 12–23, 25–16                       |                      |                                                            | |  |  |
|                    | Estadísticas LeBron James 25 LeBron James 14 LeBron James 8 | Reporte Pts Reb Asts | Estadísticas 31 Derrick Rose 15 Joakim Noah 4 Derrick Rose | Pabellón: United Center, Chicago, Illinois Asistencia: 22,256 espectadores Árbitros: Scott Foster, Jason Phillips y Tom Washington Televisión: ABC |  |  |
| Serie empatada 2-2 |                                                             |                      |                                                            | |  |  |
|                    |                                                             |                      |                                                            | |  |  |

| 12 de mayo           | Chicago Bulls                                                | 101–106              | Cleveland Cavaliers                                         | |  |  |
|                      | Parciales: 24–25, 20–29, 27–26, 30–26                        |                      |                                                             | |  |  |
|                      | Estadísticas Jimmy Butler 29 tres jugadores 9 Derrick Rose 7 | Reporte Pts Reb Asts | Estadísticas 38 LeBron James 12 LeBron James 6 LeBron James | Pabellón: Quicken Loans Arena, Cleveland, Ohio Asistencia: 20,562 espectadores Árbitros: Joe Crawford, Derrick Stafford y Zach Zarba Televisión: TNT |  |  |
| Cleveland lidera 3-2 |                                                              |                      |                                                             | |  |  |
|                      |                                                              |                      |                                                             | |  |  |

| 14 de mayo                  | Cleveland Cavaliers                                                     | 94–73                | Chicago Bulls                                              | |  |  |
|                             | Parciales: 33–31, 25–13, 15–16, 21–13                                   |                      |                                                            | |  |  |
|                             | Estadísticas Matthew Dellavedova 19 Tristan Thompson 17 LeBron James 11 | Reporte Pts Reb Asts | Estadísticas 20 Jimmy Butler 11 Joakim Noah 6 Derrick Rose | Pabellón: United Center, Chicago, Illinois Asistencia: 22,695 espectadores Árbitros: Dan Crawford, Marc Davis y Sean Wright Televisión: ESPN |  |  |
| Cleveland gana la serie 4-2 |                                                                         |                      |                                                            | |  |  |
|                             |                                                                         |                      |                                                            | |  |  |

Enfrentamientos en temporada regular
Cleveland ganó 3-1 en los enfrentamientos de la temporada regular:
| 31 de octubre de 2014 | Cleveland Cavaliers | 114–108 | Chicago Bulls |                                            |  |
|                       |                     |         |               |                                            |  |
|                       |                     | Reporte |               | Pabellón: United Center, Chicago, Illinois |  |

| 19 de enero de 2015 | Chicago Bulls | 94–108  | Cleveland Cavaliers |                                                |  |
|                     |               |         |                     |                                                |  |
|                     |               | Reporte |                     | Pabellón: Quicken Loans Arena, Cleveland, Ohio |  |

| 12 de febrero de 2015 | Cleveland Cavaliers | 98–113  | Chicago Bulls |                                            |  |
|                       |                     |         |               |                                            |  |
|                       |                     | Reporte |               | Pabellón: United Center, Chicago, Illinois |  |

| 5 de abril de 2015 | Chicago Bulls | 94–99   | Cleveland Cavaliers |                                                |  |
|                    |               |         |                     |                                                |  |
|                    |               | Reporte |                     | Pabellón: Quicken Loans Arena, Cleveland, Ohio |  |

Este es el sexto enfrentamiento en playoffs entre estos equipos, con Chicago ganando cinco de las seis primeras series.
Último enfrentamiento en playoffs: Primera ronda de la Conferencia Este de 2010 (Cleveland ganó 4-1).

### Finales de Conferencia

#### (1) Atlanta Hawks contra (2) Cleveland Cavaliers
| 20 de mayo           | Cleveland Cavaliers                                             | 97–89                | Atlanta Hawks                                                    | |  |  |
|                      | Parciales: 20–26, 31–25, 23–16, 23–22                           |                      |                                                                  | |  |  |
|                      | Estadísticas LeBron James 31 Timofey Mozgov 11 Irving y James 6 | Reporte Pts Reb Asts | Estadísticas 27 Jeff Teague 7 tres jugadores 4 Schröder y Teague | Pabellón: Philips Arena, Atlanta, Georgia Asistencia: 18,489 espectadores Árbitros: Scott Foster, Pat Fraher y Jason Phillips Televisión: TNT |  |  |
| Cleveland lidera 1-0 |                                                                 |                      |                                                                  | |  |  |
|                      |                                                                 |                      |                                                                  | |  |  |

| 22 de mayo           | Cleveland Cavaliers                                              | 94–82                | Atlanta Hawks                                                | |  |  |
|                      | Parciales: 26–21, 28–28, 30–17, 10–16                            |                      |                                                              | |  |  |
|                      | Estadísticas LeBron James 30 Tristan Thompson 16 LeBron James 11 | Reporte Pts Reb Asts | Estadísticas 13 Dennis Schröder 7 Mike Scott 6 Jeff Teague 6 | Pabellón: Philips Arena, Atlanta, Georgia Asistencia: 18,670 espectadores Árbitros: Joe Crawford, Mike Callahan y Bill Spooner Televisión: TNT |  |  |
| Cleveland lidera 2-0 |                                                                  |                      |                                                              | |  |  |
|                      |                                                                  |                      |                                                              | |  |  |

| 24 de mayo           | Atlanta Hawks                                               | 111–114              | Cleveland Cavaliers                                          | |  |  |
|                      | Parciales: 24–21, 25–27, 27–33, 28–23 (T.E.: 7–10)          |                      |                                                              | |  |  |
|                      | Estadísticas Jeff Teague 30 Millsap y Scott 9 Jeff Teague 7 | Reporte Pts Reb Asts | Estadísticas 37 LeBron James 18 LeBron James 13 LeBron James | Pabellón: Quicken Loans Arena, Cleveland, Ohio Asistencia: 20,562 espectadores Árbitros: Ken Mauer, Tony Brothers y Ed Malloy Televisión: TNT |  |  |
| Cleveland lidera 3-0 |                                                             |                      |                                                              | |  |  |
|                      |                                                             |                      |                                                              | |  |  |

| 26 de mayo                  | Atlanta Hawks                                                   | 88–118               | Cleveland Cavaliers                                             | |  |  |
|                             | Parciales: 20–32, 22–27, 18–26, 28–33                           |                      |                                                                 | |  |  |
|                             | Estadísticas Jeff Teague 17 Paul Millsap 10 Horford y Millsap 5 | Reporte Pts Reb Asts | Estadísticas 23 LeBron James 11 Tristan Thompson 7 LeBron James | Pabellón: Quicken Loans Arena, Cleveland, Ohio Asistencia: 20,562 espectadores Árbitros: Dan Crawford, Marc Davis y Derrick Stafford Televisión: TNT |  |  |
| Cleveland gana la serie 4-0 |                                                                 |                      |                                                                 | |  |  |
|                             |                                                                 |                      |                                                                 | |  |  |

Enfrentamientos en temporada regular
Atlanta ganó 3-1 en partidos de temporada regular:
| 15 de noviembre de 2014 | Atlanta Hawks | 94–127  | Cleveland Cavaliers |                                                |  |
|                         |               |         |                     |                                                |  |
|                         |               | Reporte |                     | Pabellón: Quicken Loans Arena, Cleveland, Ohio |  |

| 17 de diciembre de 2014 | Atlanta Hawks | 127–98  | Cleveland Cavaliers |                                                |  |
|                         |               |         |                     |                                                |  |
|                         |               | Reporte |                     | Pabellón: Quicken Loans Arena, Cleveland, Ohio |  |

| 30 de diciembre de 2014 | Cleveland Cavaliers | 101–109 | Atlanta Hawks |                                           |  |
|                         |                     |         |               |                                           |  |
|                         |                     | Reporte |               | Pabellón: Philips Arena, Atlanta, Georgia |  |

| 6 de marzo de 2015 | Cleveland Cavaliers | 97–106  | Atlanta Hawks |                                           |  |
|                    |                     |         |               |                                           |  |
|                    |                     | Reporte |               | Pabellón: Philips Arena, Atlanta, Georgia |  |

Este es el segundo enfrentamiento en playoffs entre estos equipos, con Cleveland ganando la primera serie.
Último enfrentamiento en playoffs: Semifinales de la Conferencia Este de 2009 (Chicago ganó 3-1).

## Conferencia Oeste

### Primera ronda

#### (1) Golden State Warriors contra (8) New Orleans Pelicans
| 18 de abril             | New Orleans Pelicans                                                                | 99–106               | Golden State Warriors                                          | |  |  |
|                         | Parciales: 13–28, 28–31, 25–25, 33–22                                               |                      |                                                                | |  |  |
|                         | Estadísticas Anthony Davis 35 Anthony Davis y Pondexter 9 Norris Cole y Pondexter 6 | Reporte Pts Reb Asts | Estadísticas 34 Stephen Curry 14 Andrew Bogut 7 Draymond Green | Pabellón: Oracle Arena, Oakland, California Asistencia: 19,596 espectadores Árbitros: Tony Brothers, Sean Corbin y Jason Phillips Televisión: ABC |  |  |
| Golden State lidera 1-0 |                                                                                     |                      |                                                                | |  |  |
|                         |                                                                                     |                      |                                                                | |  |  |

| 20 de abril             | New Orleans Pelicans                                      | 87–97                | Golden State Warriors                                         | |  |  |
|                         | Parciales: 28–17, 24–38, 19–16, 16–26                     |                      |                                                               | |  |  |
|                         | Estadísticas Anthony Davis 26 Ömer Aşık 13 Tyreke Evans 7 | Reporte Pts Reb Asts | Estadísticas 26 Klay Thompson 14 Andrew Bogut 6 Stephen Curry | Pabellón: Oracle Arena, Oakland, California Asistencia: 19,596 espectadores Árbitros: Sean Wright, Joe Crawford y Ron Garretson Televisión: TNT |  |  |
| Golden State lidera 2-0 |                                                           |                      |                                                               | |  |  |
|                         |                                                           |                      |                                                               | |  |  |

| 23 de abril             | Golden State Warriors                                           | 123–119              | New Orleans Pelicans                                          | |  |  |
|                         | Parciales: 25–26, 27–37, 17–26, 39–19 (T.E.: 13–11)             |                      |                                                               | |  |  |
|                         | Estadísticas Stephen Curry 38 Draymond Green 17 Stephen Curry 9 | Reporte Pts Reb Asts | Estadísticas 29 Anthony Davis 15 Anthony Davis 8 Tyreke Evans | Pabellón: Smoothie King Center, Nueva Orleans, Luisiana Asistencia: 18,444 espectadores Árbitros: Scott Foster, Kane Fitzgerald y Derrick Stafford Televisión: TNT |  |  |
| Golden State lidera 3-0 |                                                                 |                      |                                                               | |  |  |
|                         |                                                                 |                      |                                                               | |  |  |

| 25 de abril                    | Golden State Warriors                                           | 109–98               | New Orleans Pelicans                                            | |  |  |
|                                | Parciales: 31–24, 36–30, 21–13, 21–31                           |                      |                                                                 | |  |  |
|                                | Estadísticas Stephen Curry 39 Draymond Green 10 Stephen Curry 9 | Reporte Pts Reb Asts | Estadísticas 36 Anthony Davis 11 Anthony Davis 5 Evans y Gordon | Pabellón: Smoothie King Center, Nueva Orleans, Luisiana Asistencia: 18,443 espectadores Árbitros: Dan Crawford, Derrick Collins y Marc Davis Televisión: ESPN |  |  |
| Golden State gana la serie 4-0 |                                                                 |                      |                                                                 | |  |  |
|                                |                                                                 |                      |                                                                 | |  |  |

Enfrentamientos en temporada regular
Golden State ganó 3-1 en los enfrentamientos de la temporada regular:
| 4 de diciembre de 2014 | New Orleans Pelicans | 85–112  | Golden State Warriors |                                             |  |
|                        |                      |         |                       |                                             |  |
|                        |                      | Reporte |                       | Pabellón: Oracle Arena, Oakland, California |  |

| 14 de diciembre de 2014 | Golden State Warriors | 128–122 | New Orleans Pelicans |                                                         |  |
|                         |                       |         |                      |                                                         |  |
|                         |                       | Reporte |                      | Pabellón: Smoothie King Center, Nueva Orleans, Luisiana |  |

| 20 de marzo de 2015 | New Orleans Pelicans | 96–112  | Golden State Warriors |                                             |  |
|                     |                      |         |                       |                                             |  |
|                     |                      | Reporte |                       | Pabellón: Oracle Arena, Oakland, California |  |

| 7 de abril de 2015 | Golden State Warriors | 100–103 | New Orleans Pelicans |                                                         |  |
|                    |                       |         |                      |                                                         |  |
|                    |                       | Reporte |                      | Pabellón: Smoothie King Center, Nueva Orleans, Luisiana |  |

Este es la primera vez que se enfrentan ambos equipos en playoffs.

#### (2) Houston Rockets contra (7) Dallas Mavericks
| 18 de abril        | Dallas Mavericks                                             | 108–118              | Houston Rockets                                               | |  |  |
|                    | Parciales: 19–32, 36–27, 22–25, 31–34                        |                      |                                                               | |  |  |
|                    | Estadísticas James Harden 24 Trevor Ariza 11 James Harden 11 | Reporte Pts Reb Asts | Estadísticas 24 Dirk Nowitzki 18 Tyson Chandler 5 Rajon Rondo | Pabellón: Toyota Center, Houston, Texas Asistencia: 18,231 espectadores Árbitros: Joe Crawford, Tony Brown y Ron Garretson Televisión: ESPN |  |  |
| Houston lidera 1-0 |                                                              |                      |                                                               | |  |  |
|                    |                                                              |                      |                                                               | |  |  |

| 21 de abril        | Dallas Mavericks                                              | 99–111               | Houston Rockets                                             | |  |  |
|                    | Parciales: 24–23, 27–30, 29–28, 19–30                         |                      |                                                             | |  |  |
|                    | Estadísticas Monta Ellis 24 Dirk Nowitzki 13 Ellis y Felton 3 | Reporte Pts Reb Asts | Estadísticas 28 Dwight Howard 12 Dwight Howard 9 Josh Smith | Pabellón: Toyota Center, Houston, Texas Asistencia: 18,243 espectadores Árbitros: Ken Mauer, David Jones y Ed Malloy Televisión: TNT |  |  |
| Houston lidera 2-0 |                                                               |                      |                                                             | |  |  |
|                    |                                                               |                      |                                                             | |  |  |

| 24 de abril        | Houston Rockets                                              | 130–128              | Dallas Mavericks                                                       | |  |  |
|                    | Parciales: 42–36, 23–36, 36–27, 29–29                        |                      |                                                                        | |  |  |
|                    | Estadísticas James Harden 42 Dwight Howard 26 James Harden 9 | Reporte Pts Reb Asts | Estadísticas 34 Ellis y Nowitzki 8 Chandler y Nowitzki 9 Barea y Ellis | Pabellón: American Airlines Center, Dallas, Texas Asistencia: 20,651 espectadores Árbitros: Mike Callahan, Michael Smith y Tom Washington Televisión: ESPN |  |  |
| Houston lidera 3-0 |                                                              |                      |                                                                        | |  |  |
|                    |                                                              |                      |                                                                        | |  |  |

| 26 de abril        | Houston Rockets                                                  | 109–121              | Dallas Mavericks                                                 | |  |  |
|                    | Parciales: 34–25, 19–36, 22–33, 34–27                            |                      |                                                                  | |  |  |
|                    | Estadísticas James Harden 24 Dwight Howard 7 Harden y Prigioni 5 | Reporte Pts Reb Asts | Estadísticas 31 Monta Ellis 14 Tyson Chandler 10 José Juan Barea | Pabellón: American Airlines Center, Dallas, Texas Asistencia: 20,589 espectadores Árbitros: Monty McCutchen, Derrick Stafford y Josh Tiven Televisión: TNT |  |  |
| Houston lidera 3-1 |                                                                  |                      |                                                                  | |  |  |
|                    |                                                                  |                      |                                                                  | |  |  |

| 28 de abril               | Dallas Mavericks                                               | 94–103               | Houston Rockets                                              | |  |  |
|                           | Parciales: 22–31, 28–25, 25–26, 19–21                          |                      |                                                              | |  |  |
|                           | Estadísticas Monta Ellis 25 Dirk Nowitzki 14 José Juan Barea 9 | Reporte Pts Reb Asts | Estadísticas 28 James Harden 19 Dwight Howard 8 James Harden | Pabellón: Toyota Center, Houston, Texas Asistencia: 18,231 espectadores Árbitros: Tony Brothers, John Goble y Zach Zarba Televisión: TNT |  |  |
| Houston gana la serie 4-1 |                                                                |                      |                                                              | |  |  |
|                           |                                                                |                      |                                                              | |  |  |

Enfrentamientos en temporada regular
Houston ganó 3-1 en los enfrentamientos de la temporada regular:
| 22 de noviembre de 2014 | Dallas Mavericks | 92–95   | Houston Rockets |                                         |  |
|                         |                  |         |                 |                                         |  |
|                         |                  | Reporte |                 | Pabellón: Toyota Center, Houston, Texas |  |

| 28 de enero de 2015 | Dallas Mavericks | 94–99   | Houston Rockets |                                         |  |
|                     |                  |         |                 |                                         |  |
|                     |                  | Reporte |                 | Pabellón: Toyota Center, Houston, Texas |  |

| 20 de febrero de 2015 | Houston Rockets | 100–111 | Dallas Mavericks |                                                   |  |
|                       |                 |         |                  |                                                   |  |
|                       |                 | Reporte |                  | Pabellón: American Airlines Center, Dallas, Texas |  |

| 2 de abril de 2015 | Houston Rockets | 108–101 | Dallas Mavericks |                                                   |  |
|                    |                 |         |                  |                                                   |  |
|                    |                 | Reporte |                  | Pabellón: American Airlines Center, Dallas, Texas |  |

Este es el tercer enfrentamiento en playoffs entre estos equipos, con Dallas ganando las dos primeras series.
Último enfrentamiento en playoffs: Primera ronda de la Conferencia Oeste de 2005 (Dallas ganó 4-3).

#### (3) Los Angeles Clippers contra (6) San Antonio Spurs
| 19 de abril            | San Antonio Spurs                                           | 92–107               | Los Angeles Clippers                                          | |  |  |
|                        | Parciales: 18–30, 25–19, 21–30, 28–28                       |                      |                                                               | |  |  |
|                        | Estadísticas Kawhi Leonard 18 Tim Duncan 11 Manu Ginóbili 6 | Reporte Pts Reb Asts | Estadísticas 32 Chris Paul 14 DeAndre Jordan 6 Griffin y Paul | Pabellón: Staples Center, Los Ángeles, California Asistencia: 19,309 espectadores Árbitros: Ken Mauer, David Jones y Ed Malloy Televisión: TNT |  |  |
| Los Ángeles lidera 1-0 |                                                             |                      |                                                               | |  |  |
|                        |                                                             |                      |                                                               | |  |  |

| 22 de abril        | San Antonio Spurs                                     | 111–107              | Los Angeles Clippers                                             | |  |  |
|                    | Parciales: 28–24, 24–23, 25–27, 17–20 (T.E.: 17–13)   |                      |                                                                  | |  |  |
|                    | Estadísticas Tim Duncan 28 Tim Duncan 11 Boris Diaw 6 | Reporte Pts Reb Asts | Estadísticas 29 Blake Griffin 15 DeAndre Jordan 11 Blake Griffin | Pabellón: Staples Center, Los Ángeles, California Asistencia: 19,482 espectadores Árbitros: Joe Crawford, Ron Garretson y Sean Wright Televisión: TNT |  |  |
| Serie empatada 1-1 |                                                       |                      |                                                                  | |  |  |
|                    |                                                       |                      |                                                                  | |  |  |

| 24 de abril            | Los Angeles Clippers                                           | 73–100               | San Antonio Spurs                                          | |  |  |
|                        | Parciales: 16–25, 22–21, 11–24, 24–30                          |                      |                                                            | |  |  |
|                        | Estadísticas Blake Griffin 14 Blake Griffin 10 Blake Griffin 5 | Reporte Pts Reb Asts | Estadísticas 32 Kawhi Leonard 7 Tim Duncan 6 Manu Ginóbili | Pabellón: AT&T Center, San Antonio, Texas Asistencia: 18,581 espectadores Árbitros: Monty McCutchen, Bill Spooner y Gary Zielinski Televisión: ESPN |  |  |
| San Antonio lidera 2-1 |                                                                |                      |                                                            | |  |  |
|                        |                                                                |                      |                                                            | |  |  |

| 26 de abril        | Los Angeles Clippers                                         | 114–105              | San Antonio Spurs                                           | |  |  |
|                    | Parciales: 25–25, 26–22, 30–29, 33–29                        |                      |                                                             | |  |  |
|                    | Estadísticas Chris Paul 34 Blake Griffin 19 Griffin y Paul 7 | Reporte Pts Reb Asts | Estadísticas 26 Kawhi Leonard 14 Tim Duncan 5 Kawhi Leonard | Pabellón: AT&T Center, San Antonio, Texas Asistencia: 18,581 espectadores Árbitros: Mike Callahan, Pat Fraher y Tom Washington Televisión: ABC |  |  |
| Serie empatada 2-2 |                                                              |                      |                                                             | |  |  |
|                    |                                                              |                      |                                                             | |  |  |

| 28 de abril            | San Antonio Spurs                                        | 111–107              | Los Angeles Clippers                                            | |  |  |
|                        | Parciales: 22–27, 31–27, 29–28, 29–25                    |                      |                                                                 | |  |  |
|                        | Estadísticas Tim Duncan 21 Tim Duncan 11 Manu Ginóbili 6 | Reporte Pts Reb Asts | Estadísticas 30 Blake Griffin 14 Griffin y Jordan 10 Chris Paul | Pabellón: Staples Center, Los Ángeles, California Asistencia: 19,571 espectadores Árbitros: Scott Foster, Bill Kennedy y Josh Tiven Televisión: TBA |  |  |
| San Antonio lidera 3-2 |                                                          |                      |                                                                 | |  |  |
|                        |                                                          |                      |                                                                 | |  |  |

| 30 de abril        | Los Angeles Clippers                                          | 102–96               | San Antonio Spurs                                           | |  |  |
|                    | Parciales: 26–26, 25–25, 25–21, 26–24                         |                      |                                                             | |  |  |
|                    | Estadísticas Blake Griffin 26 DeAndre Jordan 14 Chris Paul 15 | Reporte Pts Reb Asts | Estadísticas 23 Marco Belinelli 13 Tim Duncan 7 Tony Parker | Pabellón: AT&T Center, San Antonio, Texas Asistencia: 18,581 espectadores Árbitros: Dan Crawford, Marc Davis y Zach Zarba Televisión: TBA |  |  |
| Serie empatada 3-3 |                                                               |                      |                                                             | |  |  |
|                    |                                                               |                      |                                                             | |  |  |

| 2 de mayo                     | San Antonio Spurs                                        | 109–111              | Los Angeles Clippers                                          | |  |  |
|                               | Parciales: 30–28, 25–29, 23–22, 31–32                    |                      |                                                               | |  |  |
|                               | Estadísticas Tim Duncan 27 Tim Duncan 11 Manu Ginóbili 7 | Reporte Pts Reb Asts | Estadísticas 27 Chris Paul 14 DeAndre Jordan 10 Blake Griffin | Pabellón: Staples Center, Los Ángeles, California Asistencia: 19,588 espectadores Árbitros: Monty McCutchen, James Capers y Jason Phillips Televisión: TNT |  |  |
| Los Ángeles gana la serie 4-3 |                                                          |                      |                                                               | |  |  |
|                               |                                                          |                      |                                                               | |  |  |

Enfrentamientos en temporada regular
Empate 2-2 en partidos de temporada regular:
| 10 de noviembre de 2014 | San Antonio Spurs | 89–85   | Los Angeles Clippers |                                                   |  |
|                         |                   |         |                      |                                                   |  |
|                         |                   | Reporte |                      | Pabellón: Staples Center, Los Ángeles, California |  |

| 22 de diciembre de 2014 | Los Angeles Clippers | 118–125 | San Antonio Spurs |                                           |  |
|                         |                      |         |                   |                                           |  |
|                         |                      | Reporte |                   | Pabellón: AT&T Center, San Antonio, Texas |  |

| 31 de enero de 2015 | Los Angeles Clippers | 105–85  | San Antonio Spurs |                                           |  |
|                     |                      |         |                   |                                           |  |
|                     |                      | Reporte |                   | Pabellón: AT&T Center, San Antonio, Texas |  |

| 19 de febrero de 2015 | San Antonio Spurs | 115–119 | Los Angeles Clippers |                                                   |  |
|                       |                   |         |                      |                                                   |  |
|                       |                   | Reporte |                      | Pabellón: Staples Center, Los Ángeles, California |  |

Este es el segundo enfrentamiento en playoffs entre estos equipos.
Último enfrentamiento en playoffs: Semifinales de la Conferencia Oeste de 2012 (San Antonio ganó 4-0).

#### (4) Portland Trail Blazers contra (5) Memphis Grizzlies
| 19 de abril        | Portland Trail Blazers                                                 | 86–100               | Memphis Grizzlies                                              | |  |  |
|                    | Parciales: 15–25, 24–33, 23–28, 24–14                                  |                      |                                                                | |  |  |
|                    | Estadísticas LaMarcus Aldridge 32 LaMarcus Aldridge 14 Batum y Blake 4 | Reporte Pts Reb Asts | Estadísticas 20 Beno Udrih 11 Randolph y Gasol 7 Gasol y Udrih | Pabellón: FedExForum, Memphis, Tennessee Asistencia: 18,119 espectadores Árbitros: James Capers, Eric Lewis y Tom Washington Televisión: TNT |  |  |
| Memphis lidera 1-0 |                                                                        |                      |                                                                | |  |  |
|                    |                                                                        |                      |                                                                | |  |  |

| 22 de abril        | Portland Trail Blazers                                                 | 82–97                | Memphis Grizzlies                                           | |  |  |
|                    | Parciales: 21–19, 18–31, 21–23, 22–24                                  |                      |                                                             | |  |  |
|                    | Estadísticas LaMarcus Aldridge 24 LaMarcus Aldridge 14 Nicolas Batum 7 | Reporte Pts Reb Asts | Estadísticas 18 Lee y Conley 10 Zach Randolph 6 Mike Conley | Pabellón: FedExForum, Memphis, Tennessee Asistencia: 18,119 espectadores Árbitros: Tony Brothers, Leroy Richardson y Bill Spooner Televisión: TNT |  |  |
| Memphis lidera 2-0 |                                                                        |                      |                                                             | |  |  |
|                    |                                                                        |                      |                                                             | |  |  |

| 25 de abril        | Memphis Grizzlies                                        | 115–109              | Portland Trail Blazers                                             | |  |  |
|                    | Parciales: 24–19, 38–30, 23–26, 30–34                    |                      |                                                                    | |  |  |
|                    | Estadísticas Marc Gasol 25 Marc Gasol 7 tres jugadores 4 | Reporte Pts Reb Asts | Estadísticas 27 Nicolas Batum 7 LaMarcus Aldridge 9 Damian Lillard | Pabellón: Moda Center, Portland, Oregón Asistencia: 19,945 espectadores Árbitros: Scott Foster, Mark Ayotte y Bill Kennedy Televisión: ESPN |  |  |
| Memphis lidera 3-0 |                                                          |                      |                                                                    | |  |  |
|                    |                                                          |                      |                                                                    | |  |  |

| 27 de abril        | Memphis Grizzlies                                     | 92–99                | Portland Trail Blazers                                             | |  |  |
|                    | Parciales: 22–27, 26–28, 27–13, 17–31                 |                      |                                                                    | |  |  |
|                    | Estadísticas Marc Gasol 21 Tony Allen 10 Marc Gasol 6 | Reporte Pts Reb Asts | Estadísticas 32 Damian Lillard 13 Batum y Leonard 7 Damian Lillard | Pabellón: Moda Center, Portland, Oregón Asistencia: 19,541 espectadores Árbitros: Dan Crawford, Derrick Collins y Marc Davis Televisión: TNT |  |  |
| Memphis lidera 3-1 |                                                       |                      |                                                                    | |  |  |
|                    |                                                       |                      |                                                                    | |  |  |

| 29 de abril               | Portland Trail Blazers                                         | 93–99                | Memphis Grizzlies                                           | |  |  |
|                           | Parciales: 20–20, 19–26, 27–22, 27–31                          |                      |                                                             | |  |  |
|                           | Estadísticas C.J. McCollum 33 Nicolas Batum 10 Nicolas Batum 7 | Reporte Pts Reb Asts | Estadísticas 26 Marc Gasol 14 Marc Gasol 4 Allen y Calathes | Pabellón: FedExForum, Memphis, Tennessee Asistencia: 18,119 espectadores Árbitros: Ken Mauer, Brian Forte y Ed Malloy Televisión: TNT |  |  |
| Memphis gana la serie 4-1 |                                                                |                      |                                                             | |  |  |
|                           |                                                                |                      |                                                             | |  |  |

Enfrentamientos en temporada regular
Memphis ganó 4-0 en los enfrentamientos de la temporada regular:
| 28 de noviembre de 2014 | Memphis Grizzlies | 112–99  | Portland Trail Blazers |                                         |  |
|                         |                   |         |                        |                                         |  |
|                         |                   | Reporte |                        | Pabellón: Moda Center, Portland, Oregón |  |

| 17 de enero de 2015 | Portland Trail Blazers | 98–102  | Memphis Grizzlies |                                          |  |
|                     |                        |         |                   |                                          |  |
|                     |                        | Reporte |                   | Pabellón: FedExForum, Memphis, Tennessee |  |

| 22 de febrero de 2015 | Memphis Grizzlies | 98–92   | Portland Trail Blazers |                                         |  |
|                       |                   |         |                        |                                         |  |
|                       |                   | Reporte |                        | Pabellón: Moda Center, Portland, Oregón |  |

| 21 de marzo de 2015 | Portland Trail Blazers | 86–97   | Memphis Grizzlies |                                          |  |
|                     |                        |         |                   |                                          |  |
|                     |                        | Reporte |                   | Pabellón: FedExForum, Memphis, Tennessee |  |

Este es la primera vez que se enfrentan ambos equipos en playoffs.

### Semifinales de Conferencia

#### (1) Golden State Warriors contra (5) Memphis Grizzlies
| 3 de mayo               | Memphis Grizzlies                                             | 86–101               | Golden State Warriors                                        | |  |  |
|                         | Parciales: 25–32, 27–29, 14–22, 20–18                         |                      |                                                              | |  |  |
|                         | Estadísticas Marc Gasol 21 Gasol y Randolph 9 Zach Randolph 5 | Reporte Pts Reb Asts | Estadísticas 22 Stephen Curry 6 Andrew Bogut 7 Stephen Curry | Pabellón: Oracle Arena, Oakland, California Asistencia: 19,596 espectadores Árbitros: Joe Crawford, Tom Washington y Sean Wright Televisión: ABC |  |  |
| Golden State lidera 1-0 |                                                               |                      |                                                              | |  |  |
|                         |                                                               |                      |                                                              | |  |  |

| 5 de mayo          | Memphis Grizzlies                                               | 97–90                | Golden State Warriors                                         | |  |  |
|                    | Parciales: 28–22, 22–17, 23–24, 24–27                           |                      |                                                               | |  |  |
|                    | Estadísticas Mike Conley 22 Carter y Randolph 7 Zach Randolph 4 | Reporte Pts Reb Asts | Estadísticas 29 Stephen Curry 12 Andrew Bogut 6 Stephen Curry | Pabellón: Oracle Arena, Oakland, California Asistencia: 19,596 espectadores Árbitros: Scott Foster, Bill Kennedy y Jason Phillips Televisión: TNT |  |  |
| Serie empatada 1-1 |                                                                 |                      |                                                               | |  |  |
|                    |                                                                 |                      |                                                               | |  |  |

| 9 de mayo          | Golden State Warriors                                             | 89–99                | Memphis Grizzlies                                         | |  |  |
|                    | Parciales: 20–23, 19–32, 25–24, 25–20                             |                      |                                                           | |  |  |
|                    | Estadísticas Stephen Curry 23 Bogut y Thompson 8 Draymond Green 7 | Reporte Pts Reb Asts | Estadísticas 22 Zach Randolph 15 Marc Gasol 5 Mike Conley | Pabellón: FedExForum, Memphis, Tennessee Asistencia: 18,119 espectadores Árbitros: Monty McCutchen, Tony Brown y James Capers Televisión: ABC |  |  |
| Memphis lidera 2-1 |                                                                   |                      |                                                           | |  |  |
|                    |                                                                   |                      |                                                           | |  |  |

| 11 de mayo         | Golden State Warriors                                           | 101–84               | Memphis Grizzlies                                         | |  |  |
|                    | Parciales: 28–20, 33–24, 21–20, 19–20                           |                      |                                                           | |  |  |
|                    | Estadísticas Stephen Curry 33 Draymond Green 10 Stephen Curry 7 | Reporte Pts Reb Asts | Estadísticas 22 Marc Gasol 11 Zach Randolph 7 Mike Conley | Pabellón: FedExForum, Memphis, Tennessee Asistencia: 18,119 espectadores Árbitros: Mike Callahan, Tony Brothers y Pat Fraher Televisión: TNT |  |  |
| Serie empatada 2-2 |                                                                 |                      |                                                           | |  |  |
|                    |                                                                 |                      |                                                           | |  |  |

| 13 de mayo              | Memphis Grizzlies                                     | 78–98                | Golden State Warriors                                         | |  |  |
|                         | Parciales: 25–26, 16–23, 16–25, 21–24                 |                      |                                                               | |  |  |
|                         | Estadísticas Marc Gasol 18 Marc Gasol 12 Marc Gasol 6 | Reporte Pts Reb Asts | Estadísticas 21 Klay Thompson 9 Andrew Bogut 9 Draymond Green | Pabellón: Oracle Arena, Oakland, California Asistencia: 19,596 espectadores Árbitros: Ken Mauer, Ed Malloy y Bill Spooner Televisión: TNT |  |  |
| Golden State lidera 3-2 |                                                       |                      |                                                               | |  |  |
|                         |                                                       |                      |                                                               | |  |  |

| 15 de mayo                     | Golden State Warriors                                            | 108–95               | Memphis Grizzlies                                      | |  |  |
|                                | Parciales: 32–19, 26–30, 18–19, 32–27                            |                      |                                                        | |  |  |
|                                | Estadísticas Stephen Curry 32 Draymond Green 12 Stephen Curry 10 | Reporte Pts Reb Asts | Estadísticas 21 Marc Gasol 15 Marc Gasol 9 Mike Conley | Pabellón: FedExForum, Memphis, Tennessee Asistencia: 18,119 espectadores Árbitros: Joe Crawford, John Goble y Zach Zarba Televisión: ESPN |  |  |
| Golden State gana la serie 4-2 |                                                                  |                      |                                                        | |  |  |
|                                |                                                                  |                      |                                                        | |  |  |

Enfrentamientos en temporada regular
Golden State ganó 2-1 en los enfrentamientos de la temporada regular:
| 16 de diciembre de 2014 | Golden State Warriors | 98–105  | Memphis Grizzlies |                                          |  |
|                         |                       |         |                   |                                          |  |
|                         |                       | Reporte |                   | Pabellón: FedExForum, Memphis, Tennessee |  |

| 27 de marzo de 2015 | Golden State Warriors | 107–84  | Memphis Grizzlies |                                          |  |
|                     |                       |         |                   |                                          |  |
|                     |                       | Reporte |                   | Pabellón: FedExForum, Memphis, Tennessee |  |

| 13 de abril de 2015 | Memphis Grizzlies | 107–111 | Golden State Warriors |                                             |  |
|                     |                   |         |                       |                                             |  |
|                     |                   | Reporte |                       | Pabellón: Oracle Arena, Oakland, California |  |

Este es la primera vez que se enfrentan ambos equipos en playoffs.

#### (2) Houston Rockets contra (3) Los Angeles Clippers
| 4 de mayo                       | Los Angeles Clippers                                            | 117–101              | Houston Rockets                                                | |  |  |
|                                 | Parciales: 19–25, 27–25, 37–27, 34–24                           |                      |                                                                | |  |  |
|                                 | Estadísticas Blake Griffin 26 Blake Griffin 14 Blake Griffin 13 | Reporte Pts Reb Asts | Estadísticas 22 Dwight Howard 10 Dwight Howard 12 James Harden | Pabellón: Toyota Center, Houston, Texas Asistencia: 18,231 espectadores Árbitros: Mike Callahan, Bill Spooner y Derrick Stafford Televisión: TNT |  |  |
| Los Angeles Clippers lidera 1-0 |                                                                 |                      |                                                                | |  |  |
|                                 |                                                                 |                      |                                                                | |  |  |

| 6 de mayo          | Los Angeles Clippers                                               | 109–115              | Houston Rockets                                              | |  |  |
|                    | Parciales: 24–35, 41–21, 20–27, 24–32                              |                      |                                                              | |  |  |
|                    | Estadísticas Blake Griffin 34 Blake Griffin 15 Barnes y Crawford 5 | Reporte Pts Reb Asts | Estadísticas 32 James Harden 16 Dwight Howard 7 James Harden | Pabellón: Toyota Center, Houston, Texas Asistencia: 18,310 espectadores Árbitros: Joe Crawford, David Jones y Zach Zarba Televisión: TNT |  |  |
| Serie empatada 1-1 |                                                                    |                      |                                                              | |  |  |
|                    |                                                                    |                      |                                                              | |  |  |

| 8 de mayo                       | Houston Rockets                                               | 99–124               | Los Angeles Clippers                                       | |  |  |
|                                 | Parciales: 24–33, 33–31, 19–35, 23–25                         |                      |                                                            | |  |  |
|                                 | Estadísticas James Harden 25 Dwight Howard 14 James Harden 11 | Reporte Pts Reb Asts | Estadísticas 31 J.J. Redick 15 DeAndre Jordan 7 Chris Paul | Pabellón: Staples Center, Los Ángeles, California Asistencia: 19,367 espectadores Árbitros: Ken Mauer, John Goble y David Guthrie Televisión: ESPN |  |  |
| Los Angeles Clippers lidera 2-1 |                                                               |                      |                                                            | |  |  |
|                                 |                                                               |                      |                                                            | |  |  |

| 10 de mayo                      | Houston Rockets                                              | 95–128               | Los Angeles Clippers                                           | |  |  |
|                                 | Parciales: 33–30, 21–30, 25–43, 16–25                        |                      |                                                                | |  |  |
|                                 | Estadísticas James Harden 21 Ariza y Harden 8 James Harden 6 | Reporte Pts Reb Asts | Estadísticas 26 DeAndre Jordan 17 DeAndre Jordan 12 Chris Paul | Pabellón: Staples Center, Los Ángeles, California Asistencia: 19,490 espectadores Árbitros: Dan Crawford, Marc Davis y Ron Garretson Televisión: TNT |  |  |
| Los Angeles Clippers lidera 3-1 |                                                              |                      |                                                                | |  |  |
|                                 |                                                              |                      |                                                                | |  |  |

| 12 de mayo                      | Los Angeles Clippers                                         | 103–124              | Houston Rockets                                               | |  |  |
|                                 | Parciales: 22–27, 26–36, 28–27, 27–34                        |                      |                                                               | |  |  |
|                                 | Estadísticas Blake Griffin 30 Blake Griffin 16 Chris Paul 10 | Reporte Pts Reb Asts | Estadísticas 26 James Harden 15 Dwight Howard 10 James Harden | Pabellón: Toyota Center, Houston, Texas Asistencia: 18,142 espectadores Árbitros: Monty McCutchen, James Capers y Sean Wright Televisión: TNT |  |  |
| Los Angeles Clippers lidera 3-2 |                                                              |                      |                                                               | |  |  |
|                                 |                                                              |                      |                                                               | |  |  |

| 14 de mayo         | Houston Rockets                                             | 119–107              | Los Angeles Clippers                                    | |  |  |
|                    | Parciales: 25–29, 37–35, 17–28, 40–15                       |                      |                                                         | |  |  |
|                    | Estadísticas James Harden 23 Dwight Howard 21 Jason Terry 5 | Reporte Pts Reb Asts | Estadísticas 31 Chris Paul 10 Matt Barnes 11 Chris Paul | Pabellón: Staples Center, Los Ángeles, California Asistencia: 19,417 espectadores Árbitros: Scott Foster, Pat Fraher y Jason Phillips Televisión: ESPN |  |  |
| Serie empatada 3-3 |                                                             |                      |                                                         | |  |  |
|                    |                                                             |                      |                                                         | |  |  |

| 17 de mayo                | Los Angeles Clippers                                          | 100–113              | Houston Rockets                                              | |  |  |
|                           | Parciales: 21–28, 25–28, 22–29, 32–28                         |                      |                                                              | |  |  |
|                           | Estadísticas Blake Griffin 27 DeAndre Jordan 17 Chris Paul 10 | Reporte Pts Reb Asts | Estadísticas 31 James Harden 15 Dwight Howard 8 James Harden | Pabellón: Toyota Center, Houston, Texas Asistencia: 18,463 espectadores Árbitros: Ken Mauer, Tony Brothers y Mike Callahan Televisión: ABC |  |  |
| Houston gana la serie 4-3 |                                                               |                      |                                                              | |  |  |
|                           |                                                               |                      |                                                              | |  |  |

Enfrentamientos en temporada regular
Empate 2-2 en partidos de temporada regular:
| 28 de noviembre de 2014 | Los Angeles Clippers | 102–85  | Houston Rockets |                                         |  |
|                         |                      |         |                 |                                         |  |
|                         |                      | Reporte |                 | Pabellón: Toyota Center, Houston, Texas |  |

| 11 de febrero de 2015 | Houston Rockets | 95–110  | Los Angeles Clippers |                                                   |  |
|                       |                 |         |                      |                                                   |  |
|                       |                 | Reporte |                      | Pabellón: Staples Center, Los Ángeles, California |  |

| 25 de febrero de 2015 | Los Angeles Clippers | 105–110 | Houston Rockets |                                         |  |
|                       |                      |         |                 |                                         |  |
|                       |                      | Reporte |                 | Pabellón: Toyota Center, Houston, Texas |  |

| 15 de marzo de 2015 | Houston Rockets | 100–98  | Los Angeles Clippers |                                                   |  |
|                     |                 |         |                      |                                                   |  |
|                     |                 | Reporte |                      | Pabellón: Staples Center, Los Ángeles, California |  |

Este es el segundo enfrentamiento en playoffs entre estos equipos, con Houston ganando la primera serie.
Último enfrentamiento en playoffs: Primera ronda de la Conferencia Oeste de 1993 (Houston ganó 3-2).

### Finales de Conferencia

#### (1) Golden State Warriors contra (2) Houston Rockets
| 19 de mayo              | Houston Rockets                                              | 106–110              | Golden State Warriors                                            | |  |  |
|                         | Parciales: 31–24, 24–34, 24–26, 27–26                        |                      |                                                                  | |  |  |
|                         | Estadísticas James Harden 28 Dwight Howard 13 James Harden 9 | Reporte Pts Reb Asts | Estadísticas 34 Stephen Curry 12 Draymond Green 8 Draymond Green | Pabellón: Oracle Arena, Oakland, California Asistencia: 19,596 espectadores Árbitros: Dan Crawford, Marc Davis y Sean Wright Televisión: ESPN |  |  |
| Golden State lidera 1-0 |                                                              |                      |                                                                  | |  |  |
|                         |                                                              |                      |                                                                  | |  |  |

| 21 de mayo              | Houston Rockets                                              | 98–99                | Golden State Warriors                                          | |  |  |
|                         | Parciales: 28–36, 27–19, 20–22, 23–22                        |                      |                                                                | |  |  |
|                         | Estadísticas James Harden 38 Dwight Howard 17 James Harden 9 | Reporte Pts Reb Asts | Estadísticas 33 Stephen Curry 8 Bogut y Green 7 Draymond Green | Pabellón: Oracle Arena, Oakland, California Asistencia: 19,596 espectadores Árbitros: Monty McCutchen, James Capers y John Goble Televisión: ESPN |  |  |
| Golden State lidera 2-0 |                                                              |                      |                                                                | |  |  |
|                         |                                                              |                      |                                                                | |  |  |

| 23 de mayo              | Golden State Warriors                                           | 115–80               | Houston Rockets                                                | |  |  |
|                         | Parciales: 30–18, 32–19, 30–24, 23–19                           |                      |                                                                | |  |  |
|                         | Estadísticas Stephen Curry 40 Draymond Green 13 Stephen Curry 7 | Reporte Pts Reb Asts | Estadísticas 17 James Harden 14 Dwight Howard 4 Harden y Smith | Pabellón: Toyota Center, Houston, Texas Asistencia: 18,282 espectadores Árbitros: Scott Foster, Jason Phillips y Zach Zarba Televisión: ESPN |  |  |
| Golden State lidera 3-0 |                                                                 |                      |                                                                | |  |  |
|                         |                                                                 |                      |                                                                | |  |  |

| 25 de mayo              | Golden State Warriors                                            | 115–128              | Houston Rockets                                                | |  |  |
|                         | Parciales: 22–45, 37–24, 25–30, 31–29                            |                      |                                                                | |  |  |
|                         | Estadísticas Klay Thompson 24 Draymond Green 15 tres jugadores 4 | Reporte Pts Reb Asts | Estadísticas 45 James Harden 12 Dwight Howard 5 Harden y Smith | Pabellón: Toyota Center, Houston, Texas Asistencia: 18,239 espectadores Árbitros: Joe Crawford, Mike Callahan y Tom Washington Televisión: ESPN |  |  |
| Golden State lidera 3-1 |                                                                  |                      |                                                                | |  |  |
|                         |                                                                  |                      |                                                                | |  |  |

| 27 de mayo                     | Houston Rockets                                               | 90–104               | Golden State Warriors                                            | |  |  |
|                                | Parciales: 22–17, 24–35, 22–22, 22–30                         |                      |                                                                  | |  |  |
|                                | Estadísticas Dwight Howard 18 Dwight Howard 16 James Harden 5 | Reporte Pts Reb Asts | Estadísticas 26 Stephen Curry 14 Andrew Bogut 6 Iguodala y Curry | Pabellón: Oracle Arena, Oakland, California Asistencia: 19,596 espectadores Árbitros: Ken Mauer, Tony Brothers y Ed Malloy Televisión: ESPN |  |  |
| Golden State gana la serie 4-1 |                                                               |                      |                                                                  | |  |  |
|                                |                                                               |                      |                                                                  | |  |  |

Enfrentamientos en temporada regular
Golden State ganó 4-0 en los enfrentamientos de la temporada regular:
| 8 de noviembre de 2014 | Golden State Warriors | 98–87   | Houston Rockets |                                         |  |
|                        |                       |         |                 |                                         |  |
|                        |                       | Reporte |                 | Pabellón: Toyota Center, Houston, Texas |  |

| 10 de diciembre de 2014 | Houston Rockets | 93–105  | Golden State Warriors |                                             |  |
|                         |                 |         |                       |                                             |  |
|                         |                 | Reporte |                       | Pabellón: Oracle Arena, Oakland, California |  |

| 17 de enero de 2015 | Golden State Warriors | 131–106 | Houston Rockets |                                         |  |
|                     |                       |         |                 |                                         |  |
|                     |                       | Reporte |                 | Pabellón: Toyota Center, Houston, Texas |  |

| 21 de enero de 2015 | Houston Rockets | 113–126 | Golden State Warriors |                                             |  |
|                     |                 |         |                       |                                             |  |
|                     |                 | Reporte |                       | Pabellón: Oracle Arena, Oakland, California |  |

Este es la primera vez que se enfrentan ambos equipos en playoffs.

## Finales de la NBA

### (E1) Cleveland Cavaliers contra (O1) Golden State Warriors
| 4 de junio              | Cleveland Cavaliers                                               | 100–108              | Golden State Warriors                                        | |  |  |
|                         | Parciales: 29–19, 22–29, 22–25, 25–25 (T.E.: 2–10)                |                      |                                                              | |  |  |
|                         | Estadísticas LeBron James 44 Tristan Thompson 15 Irving y James 6 | Reporte Pts Reb Asts | Estadísticas 26 Stephen Curry 7 Andrew Bogut 8 Stephen Curry | Pabellón: Oracle Arena, Oakland, California Asistencia: 19,596 espectadores Árbitros: Monty McCutchen, James Capers y Jason Phillips Televisión: ABC |  |  |
| Golden State lidera 1-0 |                                                                   |                      |                                                              | |  |  |
|                         |                                                                   |                      |                                                              | |  |  |

| 7 de junio         | Cleveland Cavaliers                                          | 95–93                | Golden State Warriors                                             | |  |  |
|                    | Parciales: 20–20, 27–25, 15–14, 25–28 (T.E.: 8–6)            |                      |                                                                   | |  |  |
|                    | Estadísticas LeBron James 39 LeBron James 16 LeBron James 11 | Reporte Pts Reb Asts | Estadísticas 34 Klay Thompson 10 Green y Bogut 5 Iguodala y Curry | Pabellón: Oracle Arena, Oakland, California Asistencia: 19,596 espectadores Árbitros: Scott Foster, Tony Brothers y Zach Zarba Televisión: ABC |  |  |
| Serie empatada 1-1 |                                                              |                      |                                                                   | |  |  |
|                    |                                                              |                      |                                                                   | |  |  |

| 9 de junio           | Golden State Warriors                                         | 91–96                | Cleveland Cavaliers                                             | |  |  |
|                      | Parciales: 20–24, 17–20, 18–28, 36–24                         |                      |                                                                 | |  |  |
|                      | Estadísticas Stephen Curry 27 Ezeli y Green 7 Stephen Curry 6 | Reporte Pts Reb Asts | Estadísticas 40 LeBron James 13 Tristan Thompson 8 LeBron James | Pabellón: Quicken Loans Arena, Cleveland, Ohio Asistencia: 20,562 espectadores Árbitros: Dan Crawford, Marc Davis y Derrick Stafford Televisión: ABC |  |  |
| Cleveland lidera 2-1 |                                                               |                      |                                                                 | |  |  |
|                      |                                                               |                      |                                                                 | |  |  |

| 11 de junio        | Golden State Warriors                                             | 103–82               | Cleveland Cavaliers                                               | |  |  |
|                    | Parciales: 31–24, 23–18, 22–28, 27–12                             |                      |                                                                   | |  |  |
|                    | Estadísticas Iguodala y Curry 22 tres jugadores 8 Curry y Green 6 | Reporte Pts Reb Asts | Estadísticas 28 Timofey Mozgov 13 Tristan Thompson 8 LeBron James | Pabellón: Quicken Loans Arena, Cleveland, Ohio Asistencia: 20,562 espectadores Árbitros: Joe Crawford, Mike Callahan y Ken Mauer Televisión: ABC |  |  |
| Serie empatada 2-2 |                                                                   |                      |                                                                   | |  |  |
|                    |                                                                   |                      |                                                                   | |  |  |

| 14 de junio             | Cleveland Cavaliers                                          | 91–104               | Golden State Warriors                                             | |  |  |
|                         | Parciales: 22–22, 28–29, 17–22, 24–31                        |                      |                                                                   | |  |  |
|                         | Estadísticas LeBron James 40 LeBron James 14 LeBron James 11 | Reporte Pts Reb Asts | Estadísticas 37 Stephen Curry 10 Harrison Barnes 7 Andre Iguodala | Pabellón: Oracle Arena, Oakland, California Asistencia: 19,596 espectadores Árbitros: Monty McCutchen, James Capers y Jason Phillips Televisión: ABC |  |  |
| Golden State lidera 3-2 |                                                              |                      |                                                                   | |  |  |
|                         |                                                              |                      |                                                                   | |  |  |

| 16 de junio                       | Golden State Warriors                                                | 105–97               | Cleveland Cavaliers                                         | |  |  |
|                                   | Parciales: 28–15, 17–28, 28–18, 32–36                                |                      |                                                             | |  |  |
|                                   | Estadísticas Iguodala y Curry 25 Draymond Green 11 Draymond Green 10 | Reporte Pts Reb Asts | Estadísticas 32 LeBron James 18 LeBron James 9 LeBron James | Pabellón: Quicken Loans Arena, Cleveland, Ohio Asistencia: 20,562 espectadores Árbitros: Scott Foster, Marc Davis y Zach Zarba Televisión: ABC |  |  |
| Golden State gana las finales 4-2 |                                                                      |                      |                                                             | |  |  |
|                                   |                                                                      |                      |                                                             | |  |  |

Enfrentamientos en temporada regular
Empate 1-1 en partidos de temporada regular:
| 9 de enero de 2015 | Cleveland Cavaliers | 94–112  | Golden State Warriors |                                             |  |
|                    |                     |         |                       |                                             |  |
|                    |                     | Reporte |                       | Pabellón: Oracle Arena, Oakland, California |  |

| 26 de febrero de 2015 | Golden State Warriors | 99–110  | Cleveland Cavaliers |                                                |  |
|                       |                       |         |                     |                                                |  |
|                       |                       | Reporte |                     | Pabellón: Quicken Loans Arena, Cleveland, Ohio |  |

Este es la primera vez que se enfrentan ambos equipos en playoffs.

## Cobertura mediática
Esta es una lista de transmisiones de los Playoffs de la NBA a nivel mundial

### Televisión

#### Américas
- Estados Unidos: 
  - Inglés: ABC, NBC, ESPN, ESPN2, TNT y CSN.
  - Español: Univisión, Telemundo y América TeVe.
- México: TVC Deportes, ESPN; Azteca 7 y Space (algunos partidos de playoffs en vivo)
- Unión de Naciones Suramericanas (Latinoamérica): ESPN y Canal Space
- Argentina: TyC Sports, InTV y DeporTV
- Paraguay: Tigo Sports y CMM Canal 20
- Uruguay: VTV Sports y TCC PPV
- Ecuador: TV Cable Sports
- Brasil: ESPN Brasil
- Costa Rica: Cabletica
- Panamá: TVMax

#### Europa
- España: Canal Plus
- Portugal: Sport TV
- Francia: beIN Sports (Feed Francés)
- Reino Unido: Sky Sports y BT Sport